# حفار الساق ذو القرون الطويلة
حفار الساق ذو القرون الطويلة أو قرنبى قائد (باللاتينية: Cerambyx dux) هو نوع من الحشرات يتبع جنس القرنبى من فصيلة الخنافس الطويلة القرون. وهذه الحشرة تصيب أشجار اللوزيات والجوز وبعض الأشجار الحراجية وتسبب أضراراً بسوقها وأغصانها الكبيرة.

## أشكال الحشرة

### الحشرة الكاملة
خنفساء متطاولة الشكل ذات لون بني براق تتميز بطول قرون الاستشعار واتجاهها إلى الخلف. طول الحشرة الكاملة من 3-5 سم وطول قرون الاستشعار من 3-6 سم الصدر خشن المظهر.

### اليرقة
بيضاء اللون متطاولة مع رأس بني حلقة الصدر عريضة طولها 6 سم تقريباً.

## وصف أعراض الإصابة
وجود أنفاق متعددة في عمق الخشب وتحت القلف مع وجود أكثر من يرقة داخل هذه الأنفاق وكذلك وجود الحشرة الكاملة في حالة سكون في غرفة خاصة بها. تظهر مواد صمغية عند مداخل الأنفاق كما تظهر إصابات ثانوية بخنفساء القلف نتيجة ضعف الشجرة.

## دورة حياة الحشرة وتكاثرها
تظهر الحشرة الكاملة في أواخر الربيع وأوائل الصيف تضع الأنثى بيوضها في شقوق ساق الشجرة على فترات. تفقس البيوض عن يرقات تثقب طبقة القلف لتغذي ما خلفه ثم تبدأ بالحفر في عمق الخشب وتستمر في عملها هذا لأكثر من عام تدخل بعده طور العذراء في غرفة سكون خاصة بها ثم تتطور لتصبح حشرة كاملة وتبقى في هذا الطور لفترة طويلة تستغرق الخريف والشتاء وفي أواخر الربيع تظهر لتتابع سيرة حياة جديدة.

## أضرارها
وجود الأنفاق في عمق الخشب في الساق وفي الأغصان الكبيرة مما يسبب ضعفها وإصابتها بخنفساء القلف وبالتالي سهولة كسرها.

## المكافحة
تتبع في مكافحة هذه الحشرة الطرق الواردة في مكافحة حشرة حفار ساق اللوزيات.